# St. Valentinus-Krankenhaus
Das St. Valentinus-Krankenhaus in Kiedrich ist eine Klinik für Psychiatrie und Psychotherapie. Das 1886 in Betrieb genommene Haus hat rund 50 Betten, behandelt zirka 800 Fälle im Jahr und steht unter Denkmalschutz, Träger des Krankenhauses ist die Scivias Caritas gGmbH.

## Geschichte
Im Jahr 1871 protestierte der Leiter der Irrenanstalt Eichberg, der heutigen Klinik Vitos Rheingau in Eltville am Rhein im damaligen Regierungsbezirk Wiesbaden, gegen die Aufnahme von Epileptikern in die Klinik. Die preußische Verwaltung reagierte darauf, indem sie Epilepsiekranke fortan nach Bethel bei Bielefeld schickte. Die protestantisch geprägte Klinik in Bethel konnte jedoch den Bedürfnissen der katholischen Patienten nicht gerecht werden. Während sich die Barmherzigen Brüder in Montabaur im Jahr 1881 bereit erklärten, eine Klinik für männliche Epileptiker katholischer Konfession zu errichten, fehlte weiter eine Lösung für weibliche Epileptiker.
Die Armen Dienstmägde Jesu Christi aus Dernbach, die über ein Schwesternhaus im kleinen Ort Kiedrich im Rheingau verfügten, erklärten sich zwar grundsätzlich zur Versorgung von Epileptikerinnen bereit; ihnen stand aber weder ein geeignetes Gebäude zur Verfügung noch hatten sie die finanziellen Mittel zur Errichtung eines solchen Gebäudes. Daraufhin plante der seit 1869 amtierende Pfarrer Johannes Zaun auf eigene Kosten die Errichtung einer Klinik für Epileptikerinnen im Ort. Als bekannter Wallfahrtsort mit angeschlossenem Pilgerhospital hatte der Ort bereits Erfahrung in der Behandlung von Epilepsiekranken, sodass Widerstände aus der Bevölkerung nicht zu erwarten waren. Er erwarb hierzu im Jahr 1883 das 9 Morgen große Areal des Metternich’schen Hofes, einem Adelssitz an der damaligen Untergasse von den Fürsten von Löwenstein-Wertheim-Rosenberg für 36.000 Mark und begann mit der Errichtung des St. Valentinushauses.
Geplant war ursprünglich die Errichtung einer großen Anlage zu geschätzten Baukosten von 160.000 Mark. Die Geldsumme konnte jedoch trotz größter Bemühungen nicht zusammengetrieben werden, und so wurde vorerst nur der projektierte Ostflügel gebaut, wobei die Möglichkeit der späteren Errichtung des Westflügels ausdrücklich offengelassen wurde. Die Bauarbeiten konnten im Jahr 1884 begonnen werden, 1886 wurde das St. Valentinushaus schließlich eröffnet. Nachdem der Landrat des Rheingaukreises, Kurt von Dewitz, die Zusage zur Erteilung eines Kredits in Höhe von 50.000 Mark erteilte, konnte von 1891 bis 1892 auch der Westflügel errichtet werden. Nach und nach entstanden weitere Wirtschaftsgebäude auf dem Gelände der Klinik, so etwa das Landwirtschaftsgebäude für die seinerzeit übliche Landwirtschaft zur Selbstversorgung der Patienten der Klinik.
Nachdem 1907 die Kapazität des St. Valentinushauses mit 170 Patienten erschöpft war, plante die Leitung die Errichtung eines dritten Flügels nach Süden hin. Der Südflügel wurde von 1911 bis 1914 errichtet und damit die Kapazität der Klinik auf 310 Patienten erweitert. Während des Ersten Weltkriegs wurde die Klinik geschlossen und diente als Lazarett. Die wirtschaftlichen Nöte der Weimarer Republik trafen auch die Klinik, so war die Klinik überbelegt und mit zu wenigen Schwestern ausgestattet, zeitweise konnte die Klinik nicht beheizt werden. Im Zeitraum von 1908 bis 1929 erwarb die Klinik mehrere Siedlungshäuser entlang der Untergasse, die zur Erweiterung der Klinik abgerissen wurden; hier entstanden ein Festsaal, eine Küche und eine Wäscherei.
Während der NS-Zeit wurden die im St. Valentinushaus untergebrachten Patienten in die Anstalten nach Hadamar, Herborn und Kalmenhof verlegt und fielen dort dem NS-Euthanasieprogramm zum Opfer. Die Klinik selbst wurde 1939, wie auch schon im Ersten Weltkrieg, als Lazarett beschlagnahmt.
Nach dem Krieg und zeitweiliger Besetzung durch amerikanische Truppen konnte das St. Valentinushaus 1946 wiedereröffnet werden. Neben Epilepsiekranken wurden auch geistig behinderte Menschen aufgenommen. Nach Gründung der Bundesrepublik erfolgte der Umbau zu einer allgemeinpsychiatrischen Klinik für sämtliche Krankheitsbilder. In den Jahren 1976 bis 1979 entstand mit Fördermitteln des Krankenhausfinanzierungsgesetzes ein viergeschossiger Neubau auf dem Gelände der Klinik. Erst ab dem 1. Juli 1984 wurden auch Männer im St. Valentinushaus aufgenommen. Ab 1988 entstanden Wohnheime für Menschen mit geistiger und seelischer Behinderung sowie für Langzeitpatienten der Klinik.
Im Jahr 2002 beschloss das Hessische Sozialministerium im Zuge der gemeindenahen Psychiatrie, die Akutklinik von Kiedrich nach Bad Soden am Taunus im Main-Taunus-Kreis zu verlegen, wo eine Versorgungslücke in der psychiatrischen Versorgung bestand. Nach Übernahme und Renovierung einer ehemaligen Rehaklinik konnte die Akutklinik in Bad Soden 2006 eröffnet werden. Die Scivias Caritas gGmbH ist seit Januar 2005 gemeinnütziger Träger des St. Valentinus-Krankenhauses Kiedrich und des St. Valentinus-Krankenhauses in Bad Soden am Taunus sowie weiterer Einrichtungen.
Im Jahr 2023 musste die Scivias Caritas gGmbH infolge gestiegener Kosten für Energie und Medikamente sowie Personalkosten Insolvenz anmelden. Im Rahmen der Insolvenz wird die Akutklinik in Bad Soden zum 1. Oktober 2024 vom Klinikverbund Vitos übernommen und in Vitos Klinikum Bad Soden umbenannt. Die umfangreichen Angebote der Eingliederungshilfe am Standort Kiedrich bleiben erhalten, die Klinik in Kiedrich wurde hingegen geschlossen.

## Weitere Einrichtungen
- Scivias St. Valentinus-Krankenhaus Kiedrich, allgemeinpsychiatrische Klinik mit Schwerpunkt Behandlung von Abhängigkeitserkrankungen und angeschlossener Psychiatrischer Institutsambulanz
- Scivias Gerontopsychiatrisches Zentrum Kiedrich
- Scivias Eingliederungshilfe Kiedrich, Wohn- und Beschäftigungsangebote für geistig und seelisch behinderte Menschen
- Scivias St. Valentinus-Krankenhaus Bad Soden, allgemeinpsychiatrische Klinik (Pflichtversorgung für den Main-Taunus-Kreis) mit angeschlossener Tagesklinik und Psychiatrischer Institutsambulanz